# Maurice Bonnefond Perrin de Puycousin
Maurice Jean Marie Perrin de Puycousin, né à Tournus le 20 mars 1856 (de Claude Perrin, notaire à Romenay, et de Clémence Donna Putigny) et   mort le 15 mars 1949 dans la même ville, est un célèbre collectionneur d'objets et ethnographe qui se passionna pour le folklore, principalement celui du Tournugeois, de la Bresse et du Mâconnais.

## Biographie
Juriste de formation (licencié en droit), il fit d'abord carrière au barreau d'Aix-en-Provence avant de se décider à regagner Tournus.
S'il a exercé les fonctions de conservateur du musée de Tournus, il est surtout demeuré célèbre pour avoir fait don en 1935 d'une collection d'objets à la ville de Dijon, dans le but de « créer un musée d'ethnographie régionale », musée qui sera inauguré en 1938. À la mort de Perrin de Puycousin, intervenue en 1949, ce musée fut rattaché au Musée des Beaux-Arts de Dijon. Il ferma finalement ses portes en 1970. En 1985, une galerie Perrin de Puycousin ouvrait ses portes au cloître des Bernardines (rue Sainte-Anne), lieu choisi pour réinstaller ces collections.
En 1926, il avait créé à Tournus le Musée de la vie bourguignonne, à deux pas de l'abbaye, dans une maison cédée par le critique littéraire Albert Thibaudet. « Inauguré en 1929, cet établissement est une sorte de musée Grévin en miniature, où des personnages figés, vêtus de costumes d'autrefois, posent pour des scènes de ce que fut pour nos aïeux la vie quotidienne. » a écrit Henri Nicolas, après avoir rappelé qu'une quarantaine d'années avaient été nécessaires à cet érudit pour réunir différents objets, costumes et ustensiles du Mâconnais et de la Bresse.
Le 24 mars 1884, il avait épousé à Toulon (Var) Eugénie Marie Louise Amic.
Maurice Bonnefond Perrin de Puycousin, membre éminent de plusieurs sociétés savantes (Académie de Mâcon, Académie de Dijon, Société des amis des arts et des sciences de Tournus, etc.), avait été fait chevalier de la Légion d'honneur en 1930.

## Distinctions
- Chevalier de la Légion d'honneur par décret du 29 mars 1930